# ظهراب (مقاطعة إسلام آباد غرب)
ظهراب (بالفارسية: ظهراب) هي قرية تقع في كرمانشاه في إيران.